# Rio das Cobras
O rio das Cobras é um curso de água que banha o estado do Paraná.